# Argentine aux Jeux olympiques d'hiver de 1968
Cet article contient des informations sur la participation et les résultats de l'Argentine aux Jeux olympiques d'hiver de 1968, qui ont eu lieu à Grenoble en France.

## Délégation
Le tableau suivant montre le nombre d'athlètes argentins dans chaque discipline :
| Sport     | Hommes | Femmes | Total |
| --------- | ------ | ------ | ----- |
| Ski Alpin | 2      | 3      | 5     |
| Total     | 2      | 3      | 5     |

## Résultats

### Ski alpin

#### Hommes
| Athlète          | Épreuve      | Manche 1      | Manche 1 | Manche 2      | Manche 2 | Total         | Total |
| Athlète          | Épreuve      | Temps         | Rang     | Temps         | Rang     | Temps         | Rang  |
| ---------------- | ------------ | ------------- | -------- | ------------- | -------- | ------------- | ----- |
| Roberto Thostrup | Descente     |               |          |               |          | 2 min 17 s 35 | 57    |
| Gustavo Ezquerra | Descente     |               |          |               |          | 2 min 17 s 11 | 55    |
| Gustavo Ezquerra | Slalom géant | 1 min 59 s 60 | 65       | 2 min 00 s 51 | 64       | 4 min 00 s 11 | 63    |
| Roberto Thostrup | Slalom géant | 1 min 58 s 92 | 63       | 1 min 58 s 70 | 58       | 3 min 57 s 62 | 61    |

#### Slalom hommes
| Athlète          | Manche 1    | Manche 1 | Manche 2      | Manche 2 | Finale         | Finale       | Finale         | Finale       | Finale       | Finale       |
| Athlète          | Temps       | Rang     | Temps         | Rang     | Temps Manche 1 | Rang         | Temps Manche 2 | Rang         | Total        | Rang         |
| ---------------- | ----------- | -------- | ------------- | -------- | -------------- | ------------ | -------------- | ------------ | ------------ | ------------ |
| Roberto Thostrup | Disqualifié | –        | 1 min 00 s 80 | 4        | Non qualifié   | Non qualifié | Non qualifié   | Non qualifié | Non qualifié | Non qualifié |
| Gustavo Ezquerra | 57 s 09     | 3        | 59 s 96       | 3        | Non qualifié   | Non qualifié | Non qualifié   | Non qualifié | Non qualifié | Non qualifié |

#### Femmes
| Athlète            | Épreuve      | Manche 1     | Manche 1 | Manche 2 | Manche 2 | Total            | Total |
| Athlète            | Épreuve      | Temps        | Rang     | Temps    | Rang     | Temps            | Rang  |
| ------------------ | ------------ | ------------ | -------- | -------- | -------- | ---------------- | ----- |
| Ana Sabine Naumann | Slalom géant |              |          |          |          | N'a pas terminée | –     |
| Helga María Sista  | Slalom géant |              |          |          |          | 2 min 11 s 75    | 38    |
| Irene Viaene       | Slalom géant |              |          |          |          | 2 min 11 s 68    | 37    |
| Irene Viaene       | Slalom       | Disqualifiée | –        | –        | –        | Disqualifiée     | –     |
| Ana Sabine Naumann | Slalom       | 53 s 13      | 33       | 57 s 04  | 27       | 1 min 50 s 17    | 29    |
| Helga María Sista  | Slalom       | 51 s 98      | 31       | 57 s 18  | 28       | 1 min 49 s 16    | 27    |

## Référence
- (en) Cet article est partiellement ou en totalité issu de l’article de Wikipédia en anglais intitulé « Argentina at the 1968 Winter Olympics » (voir la liste des auteurs).